# Kanton Les Sables-d’Olonne
Der Kanton Les Sables-d’Olonne ist seit 1790 ein französischer Wahlkreis im Arrondissement Les Sables-d’Olonne, im Département Vendée und in der Region Pays de la Loire; sein Hauptort ist Les Sables-d’Olonne.

## Gemeinden
Der Kanton besteht aus der Gemeinde Les Sables-d’Olonne mit insgesamt 48.740 Einwohnern (Stand: 2022) auf einer Gesamtfläche von 85,66 km². Bis zur landesweiten Neugliederung der Kantone im März 2015 bestand der Kanton Les Sables-d’Olonne aus den sechs Gemeinden Château-d’Olonne, L’Île-d’Olonne, Les Sables-d’Olonne, Olonne-sur-Mer, Sainte-Foy und Vairé. Sein Zuschnitt entsprach einer Fläche von 148,63 km2. Er besaß vor 2015 einen anderen INSEE-Code als heute, nämlich 8524.

## Veränderungen seit der Neuordnung der Kantone 2015
2019:
- Fusion Les Sables-d’Olonne, Château-d’Olonne und Olonne-sur-Mer → Les Sables-d’Olonne

## Bevölkerungsentwicklung
| 1962   | 1968   | 1975   | 1982   | 1990   | 1999   | 2010   |
| ------ | ------ | ------ | ------ | ------ | ------ | ------ |
| 28.444 | 30.432 | 33.269 | 35.150 | 38.574 | 42.679 | 47.604 |